# Megalomyrmex mondabora
Megalomyrmex mondabora är en myrart som beskrevs av Brandao 1990. Megalomyrmex mondabora ingår i släktet Megalomyrmex och familjen myror. Inga underarter finns listade i Catalogue of Life.